# Z życia VIP-ów
Z życia VIP-ów – brytyjski dramat z 1963 roku.

## Główne role
- Elizabeth Taylor - Frances Andros
- Richard Burton - Paul Andros
- Louis Jourdan - Marc Champselle
- Elsa Martinelli - Gloria Gritti
- Margaret Rutherford - Księżna Brighton
- Maggie Smith - Pani Mead
- Rod Taylor - Les Mangrum
- Orson Welles - Max Buda
- Linda Christian - Miriam Marshall
- Dennis Price - Komandor Millbank
- Richard Wattis - Sanders
- Ronald Fraser - Joslin
- David Frost - Reporter
- Robert Coote - John Coburn
- Joan Benham - Pani Potter

## Fabuła
W holu dla VIP-ów na lotnisku w Londynie czekają ludzie na samolot do Nowego Jorku. Wskutek niekorzystnych warunków atmosferycznych lot zostaje odwołany, a niedoszli pasażerowie muszą przenocować w hotelu znajdującym się w pobliżu lotniska. Wśród nich są Frances i Paul Andros, którzy zmagają się z problemami małżeńskimi. Powodem tych problemów jest Marc Champselle, z którym Frances ma romans. Les Mangrum ma problemy w interesach. Jest nimi tak zaabsorbowany, że nie zauważa zakochanej w nim sekretarki pani Mead. Brytyjska księżna Brighton chce znaleźć w Ameryce środki finansowe dla swojej posiadłości, a reżyser Max Buda planuje ucieczkę przed urzędem skarbowym.

## Nagrody i nominacje
Oscary za rok 1963
- Najlepsza aktorka drugoplanowa - Margaret Rutherford

Złote Globy 1963
- Najlepsza aktorka drugoplanowa - Margaret Rutherford
- Najbardziej obiecująca nowa aktorka - Maggie Smith (nominacja)

Nagrody BAFTA 1963
- Najlepsze zdjęcia w kolorze - Jack Hildyard (nominacja)